# Шабралуг
 Шабралуг  — деревня в Афанасьевском районе Кировской области в составе Пашинского сельского поселения.

## География
Расположена на расстоянии примерно 9 км на юг по прямой от райцентра поселка Афанасьево на левом берегу реки Кама.

## История
Известна с 1891 года как починок, в 1905 дворов 2 и жителей 14, в 1926 (Шабралук) 8 и 45 (из них 43 «пермяки»), в 1950 15 и 48, в 1989 13 жителей.  

## Население
Постоянное население составляло 9 человек (русские 44%, коми-пермяки 56%) в 2002 году, 3 в 2010.